# Rohrau, Bruck an der Leitha
Rohrau là một thị xã trong bang Niederösterreich, ở nước Áo. Đô thị này có diện tích 20,47 km², dân số năm 2001 là 1455 người.
Rohrau nằm ở khu vực công nghiệp của bang, 8,66% diện tích là rừng.

## Người dân nổi tiếng
- (Franz) Joseph Haydn, nhà soạn nhạc (1732 - 1809)
- (Johann) Michael Haydn, nhà soạn nhạc (1737 - 1806)